# Die blonde Hexe
Die blonde Hexe (auch Das Mädchen aus dem Wald; Originaltitel: La Sorcière) ist ein französisch-schwedischer Spielfilm (1956) von André Michel.
In den Hauptrollen spielen Marina Vlady (Ina), Nicole Courcel (Kristina) und Maurice Ronet (Laurent).
Die Handlung basiert auf der Novelle Olessja von Alexander Iwanowitsch Kuprin, spielt jedoch davon abweichend in Schweden.

## Handlung
In Schweden wird der französische Ingenieur Laurent Brulard von den Bewohnern einer abgelegenen Region mit Schwierigkeiten bei der Arbeit und einer Welt des Aberglaubens konfrontiert. Allerdings findet er die Unterstützung der Gutsbesitzerin Kristina, mit der er zusammenarbeitet und die in ihn verliebt ist. Eines Tages verläuft er sich im Wald und droht im Treibsand zu versinken, wird aber von einer alten Frau gerettet, die ihn in ihre Hütte bringt. Dort trifft er ihre Enkelin Ina. Er fällt in den Bann der jungen Wilden und kümmert sich um ihre Ausbildung, was Kristina eifersüchtig macht. Als Laurent Ina den Menschen im Dorf vorstellen will, reagieren die frommen Menschen mit Hass auf das Mädchen. Vor der Kirche beginnen die Frauen des Dorfes, Ina zu lynchen. Kristina reitet hinzu und vertreibt die Frauen mit der Reitpeitsche. Dank des Eingreifens kann Ina sich losreißen, doch dann wird sie von einem geworfenen Stein getroffen. Tödlich verletzt, schleppt sich Ina in den Wald, wo sie stirbt.

## Hintergrund
Der Film war eine Co-Produktion des schwedischen Unternehmens Nordisk Tonefilm mit Metzger et Woog und Productions Iena aus Frankreich.
Jokers edition hat 2008 eine DVD mit mono-Ton in teilweise deutscher Synchronisation mit gelegentlich eingebetteten deutschen Untertiteln veröffentlicht. D.h. im Original schwedisch Gesprochenes wurde nicht synchronisiert und nur selten untertitelt.

## Auszeichnungen
Die blonde Hexe erhielt auf der Berlinale 1956 den Silbernen Bären für eine besondere künstlerische Leistung („2. Ehrenpreis“).

## Kritiken
Das Lexikon des internationalen Films konstatiert: „Natur- und poesiebetonte, darstellerisch ansehnliche Verfilmung einer romantischen Novelle.“